# ایزاک سانچز
ایزاک سانچز (انگلیسی: Isi؛ زادهٔ ۲۸ اکتبر ۱۹۹۵) بازیکن فوتبال اهل اسپانیا است که در پست هافبک برای دپورتیوو لا کرونیا بازی می‌کند.